# Pegaso 3045
 (octobre 2021).
La mise en forme du texte ne suit pas les recommandations de Wikipédia : il faut le « wikifier ».
Les points d'amélioration suivants sont les cas les plus fréquents :
- Les titres sont pré-formatés par le logiciel. Ils ne sont ni en capitales, ni en gras.
- Le texte ne doit pas être écrit en capitales (les noms de famille non plus), ni en gras, ni en italique, ni en « petit »…
- Le gras n'est utilisé que pour surligner le titre de l'article dans l'introduction, une seule fois.
- L'italique est rarement utilisé : mots en langue étrangère, titres d'œuvres, noms de bateaux, etc.
- Les citations ne sont pas en italique mais en corps de texte normal. Elles sont entourées par des guillemets français : « et ».
- Les listes à puces sont à éviter, des paragraphes rédigés étant largement préférés. Les tableaux sont à réserver à la présentation de données structurées (résultats, etc.).
- Les appels de note de bas de page (petits chiffres en exposant, introduits par l'outil «  Source ») sont à placer entre la fin de phrase et le point final[comme ça].
- Les liens internes (vers d'autres articles de Wikipédia) sont à choisir avec parcimonie. Créez des liens vers des articles approfondissant le sujet. Les termes génériques sans rapport avec le sujet sont à éviter, ainsi que les répétitions de liens vers un même terme.
- Les liens externes sont à placer uniquement dans une section « Liens externes », à la fin de l'article. Ces liens sont à choisir avec parcimonie suivant les règles définies. Si un lien sert de source à l'article, son insertion dans le texte est à faire par les notes de bas de page.
- La présentation des références doit suivre les conventions bibliographiques. Il est recommandé d'utiliser les modèles {{Ouvrage}}, {{Chapitre}}, {{Article}}, {{Lien web}} et/ou {{Bibliographie}}. Le mode d'édition visuel peut mettre en forme automatiquement les références.
- Insérer une infobox (cadre d'informations à droite) n'est pas obligatoire pour parachever la mise en page.

Pour une aide détaillée, merci de consulter Aide:Wikification.
Si vous pensez que ces points ont été résolus, vous pouvez retirer ce bandeau et améliorer la mise en forme d'un autre article.
Le Pegaso 3045 est un camion militaire fabriqué par l'entreprise espagnole ENASA à partir de la fin des années 1960. 

## Le Pegaso 3045 / 3050
Le camion militaire Pegaso 3045 a été présenté à la fin des années 1960 pour l'armée espagnole. Il a également été choisi par les armées du Maroc, Pérou et Somalie. 
Le Pegaso 3045 est un camion militaire tout terrain 4×4. Il a une capacité de charge utile maximale de 5 t sur route et 3 t hors route. Il peut transporter jusqu'à 20 hommes de troupe entièrement équipés sur des banquettes. Le véhicule peut tracter des remorques ou des pièces d'artillerie d'un poids maximum de 7,5 tonnes sur route et de 4,5 t hors route. Plusieurs versions existent : camion-citerne, véhicule de commandement, atelier de campagne et véhicule de dépannage.
Le Pegaso 3045 comporte une cabine à toit bâché. La cabine est située au dessus du moteur et peut accueillir un conducteur et un passager. Le pare-brise peut être rabattu et la capote retirée pour réduire la hauteur.
Le Pegaso 3045 d'origine était propulsé par un moteur Diesel Pegaso Leyland Comet type 9020, développant 125 puis 135 ch. 
La variante essence, Pegaso 3045G, était propulsée par un moteur DAF 6 cylindres en ligne développant 125 ch SAE à 3.500 tr/min. Un treuil frontal a été proposé en option.
Cette série de camions militaires était également disponible en configuration 6×6 : Pegaso 3050.
À partir de 1981, le Pegaso 3045 a été remplacé par le Pegaso 3046.

## Le Pegaso 3046/3055

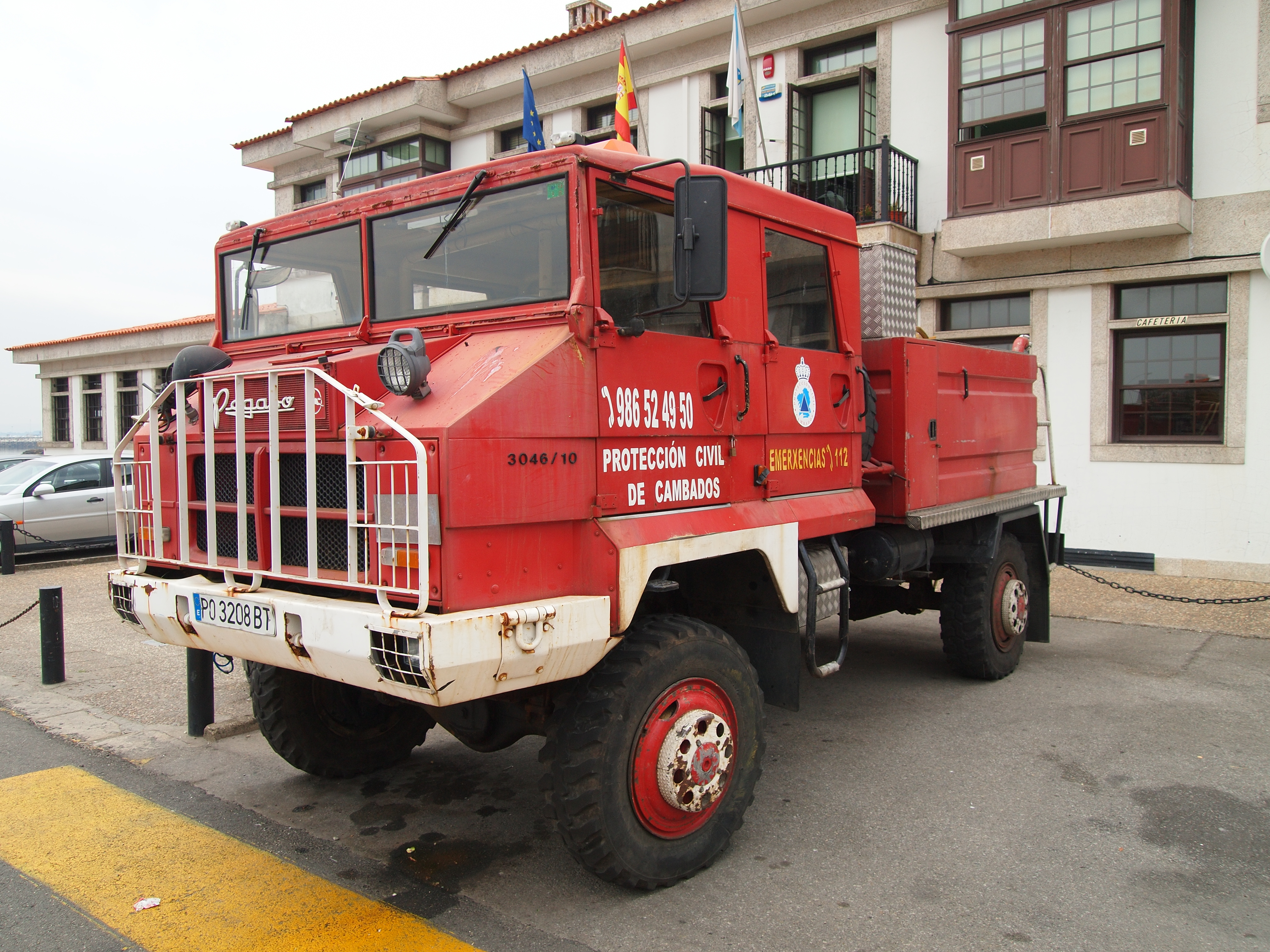
Pegaso 3046 militaire transformé en camion pompiers.

Le Pegaso 3046 est une version améliorée du Pegaso 3045 qui remontait à la fin des années 1960, destinée à l'exportation. Les principales modifications portent sur la face avant de la cabine mais surtout sur la partie mécanique.
Le Pegaso 3046/10, est un modèle étudié à la suite d'un contrat passé par le Ministère égyptien de la Défense en 1980. Quelques exemplaires ont aussi été vendus à l'armée libyenne. C'est ce qui lui a valu ces surnoms.

### Histoire
En décembre 1980, le Ministère égyptien de la Défense signe, avec Pegaso, un contrat pour l'achat de 500 autobus et 10.500 exemplaires d'un nouveau modèle de camion militaire, dérivé du 3045, à livrer en 1981 et 1982. Le constructeur espagnol étudie les modifications à apporter à son ancien modèle 3045, met à jour la mécanique mais conserve au véhicule son esthétique personnelle et peu courante, datant de plus de 10 ans. Ce contrat représente une véritable bouffée d'oxygène pour le constructeur espagnol, en très grosses difficultés, liées à une chute aussi brutale que vertigineuse de ses ventes.
Sur les 10.500 camions commandés, 8.000 sont livrés selon le calendrier convenu et presque entièrement payés normalement mais, juste avant la livraison du solde de la commande, l’Égypte est déclarée en cessation de paiement. Les 2.500 camions restants sont alors stockés sur les parkings de l'usine. Pegaso a subi une perte de 8,5 milliards de pesetas avec cette opération malheureuse. L'INI, holding d’État et actionnaire unique d'ENASA décide alors de faire acheter ces camions par les municipalités et de les faire transformer en camions de pompiers par les entreprises spécialisées : Firmesa, Abencor, Pefipresa et Protec FIRE.
Ces camions ne disposant que de roues simples sur l'essieu arrière, chose commune sur les camions militaires mais mal adaptée aux camions civils avec des charges plus importantes, il en a résulté de fortes critiques de la part des utilisateurs en raison d'une instabilité marquée. Quelques incidents ont d'ailleurs été dénombrés.

Cette série de camions militaires était également disponible en configuration 6×6 : Pegaso 3055.
Le Pegaso 3046/10 a été remplacé en 1987 par un nouveau modèle : l'IVECO-Pegaso 7217 en version 4×4 et 7323 en versions 6×6.

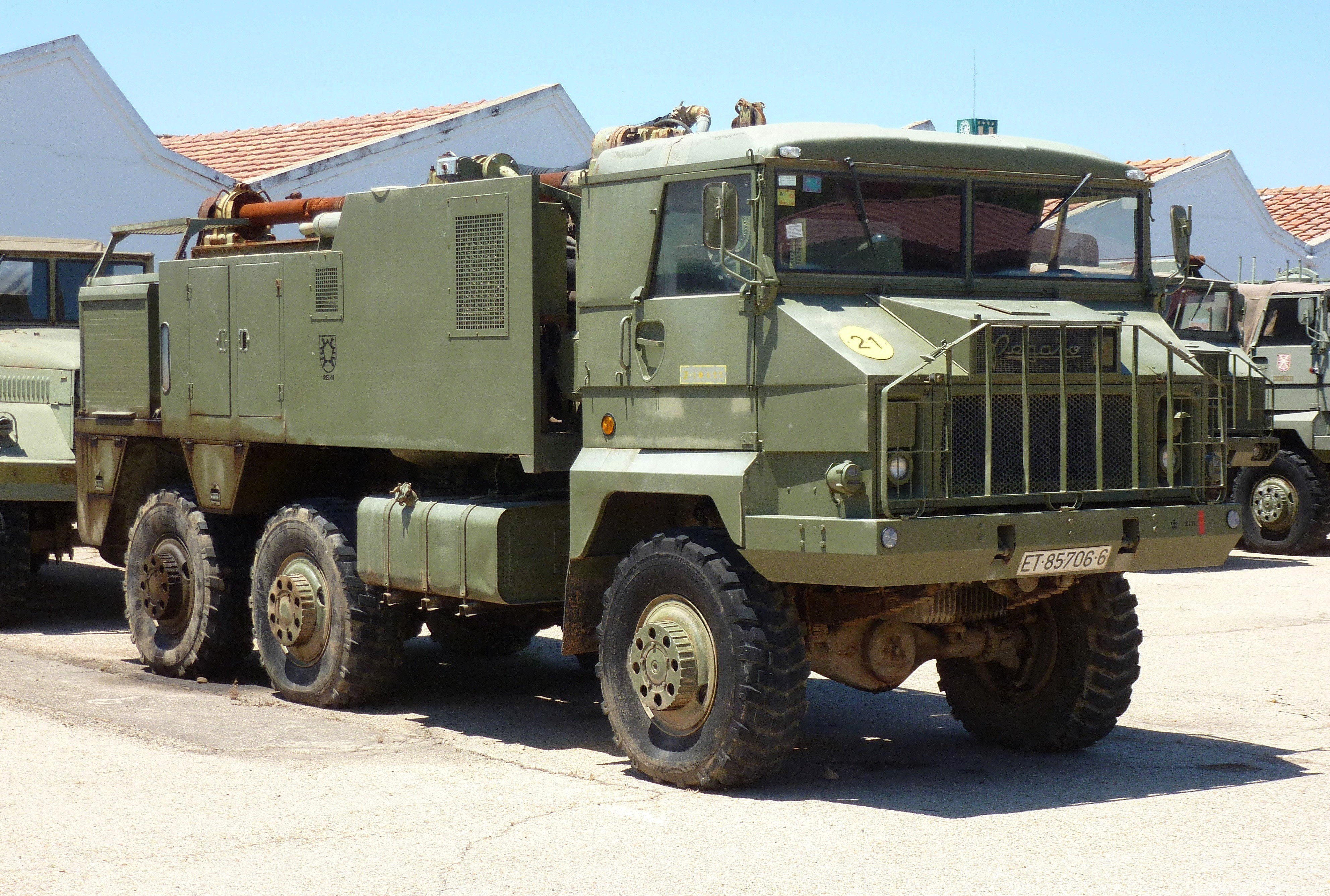
Camion Pegaso 3055 6x6 de l'armée espagnole.

### Pays utilisateurs
L’Égypte reste le plus grand opérateur avec 10.000 camions. L'armée espagnole en a reçu plus de 4.000 toutes versions confondues. 

### Le Pegaso 3046/10 en compétition
La première apparition d'un camion Pegaso au Rallye Paris-Dakar a eu lieu en 1984, lors de sa sixième édition. Un Pegaso 3046/10, avec quasiment aucune modification, piloté par Carlos del Val et Miguel Guerrero, portait le numéro 524. Il a terminé en huitième position sur les 12 camions qui ont terminé la compétition sur un total de 31 inscrits. Chose étrange, à la fin de la compétition, la camion n'est pas rentré en Espagne avec les autres véhicules espagnols mais le pilote a effectué le trajet à l'envers à son volant. L'année suivante, un camion identique a été engagé, conduit par le Belge Cornélius Bezemer, portait le numéro 602. Il a terminé à la vingtième place dans sa catégorie.

## L'IVECO-Pegaso 7217 / 7323
En 1987, les camions Pegaso 3046/10 et Pegaso 3055 sont remplacés respectivement par les IVECO-Pegaso 7217 & 7323. Ces nouveaux modèles sont similaires aux précédents à l'exception de l'installation d'un moteur Diesel à aspiration naturelle de 10,52 litres développant 200 ch DIN, un empattement plus long (3,7 m + 1,48 m) et une transmission ZF.
L'IVECO-Pegaso 7217 est un nouveau modèle amélioré, dérivé du Pegaso 3046/10. Il est légèrement plus long et dispose d'une charge utile plus importante : 5,0 tonnes sur route et 4,0 t en tout terrain. Ce camion militaire est également plus rapide que son prédécesseur. Le véhicule est équipé d'une cabine à toit souple ou rigide. Sa production a commencé en 1987. Depuis le rachat de Pegaso - ENASA en 1990, le camion porte la marque IVECO-Pegaso. Comme pour les modèles précédents, il existe une version 6×6 baptisée "7323".
L'IVECO-Pegaso 7323 a été adopté par les forces armées espagnoles et plus de 1.000 exemplaires ont été vendus au Maroc. Il existe une version tracteur d'artillerie pour obusiers de 155 mm, ambulance de première ligne, à benne basculante et de lutte contre les incendies.
L'équipement en option comprend un kit de gué profond, jusqu'à 1,9 m, une cabine à toit rigide, une prise de force sur la boîte de transfert, une capacité accrue du réservoir carburant ou des réservoirs supplémentaires et différentes tailles et types de pneumatiques, y compris des runflat.

## L'IVECO-Pegaso 7222
L'IVECO-Pegaso 7222 un modèle de rallye, propulsé par un moteur Diesel IVECO-Pegaso 10,52 litres turbocompressé, développant 210 ch. Il a une capacité de charge utile maximale de 6 t sur route et 4 t en tout terrain. Ce camion n'est livré qu'avec une cabine à toit rigide. Il a participé au rallye Paris-Dakar 1986.
Toutes les versions des modèles IVECO-Pegaso 7217 / 7323 et IVECO-Pegaso 7222 ont été équipées de moteurs IVECO Cursor 8 et d'une boîte de vitesses automatique après le rachat de Pegaso - ENASA par IVECO en 1990.

## L'IVECO 7226
L'IVECO 7226 est le dernier modèle de camion militaire produit en Espagne. Il conserve les lignes anguleuses de la cabine du Pegaso 7217/7323 mais utilise la transmission des camions militaires IVECO EuroTrakker et Trakker.

## Galerie d'images

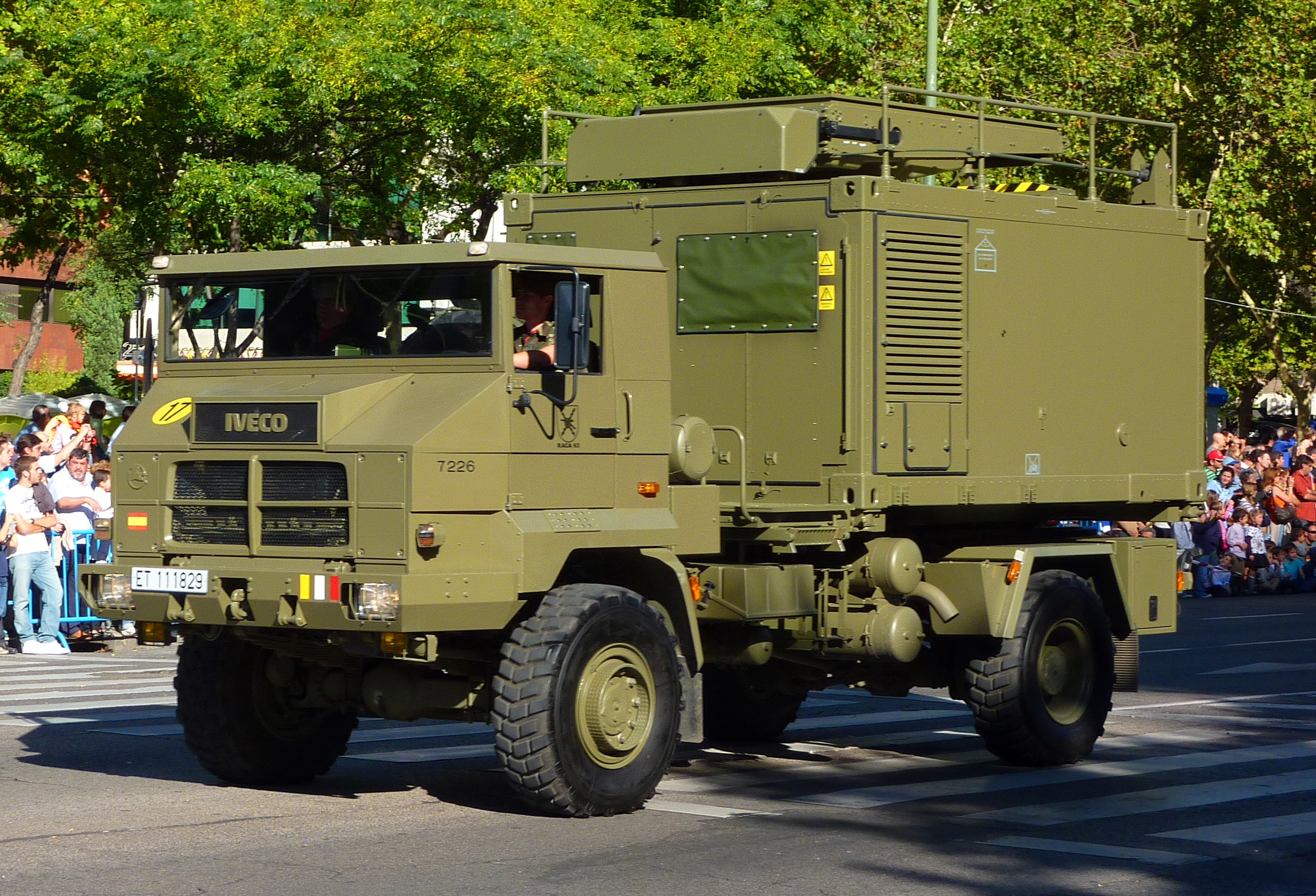
Iveco 7226 équipé d'un radar de contre-batterie ARTHUR de l'armée espagnole.
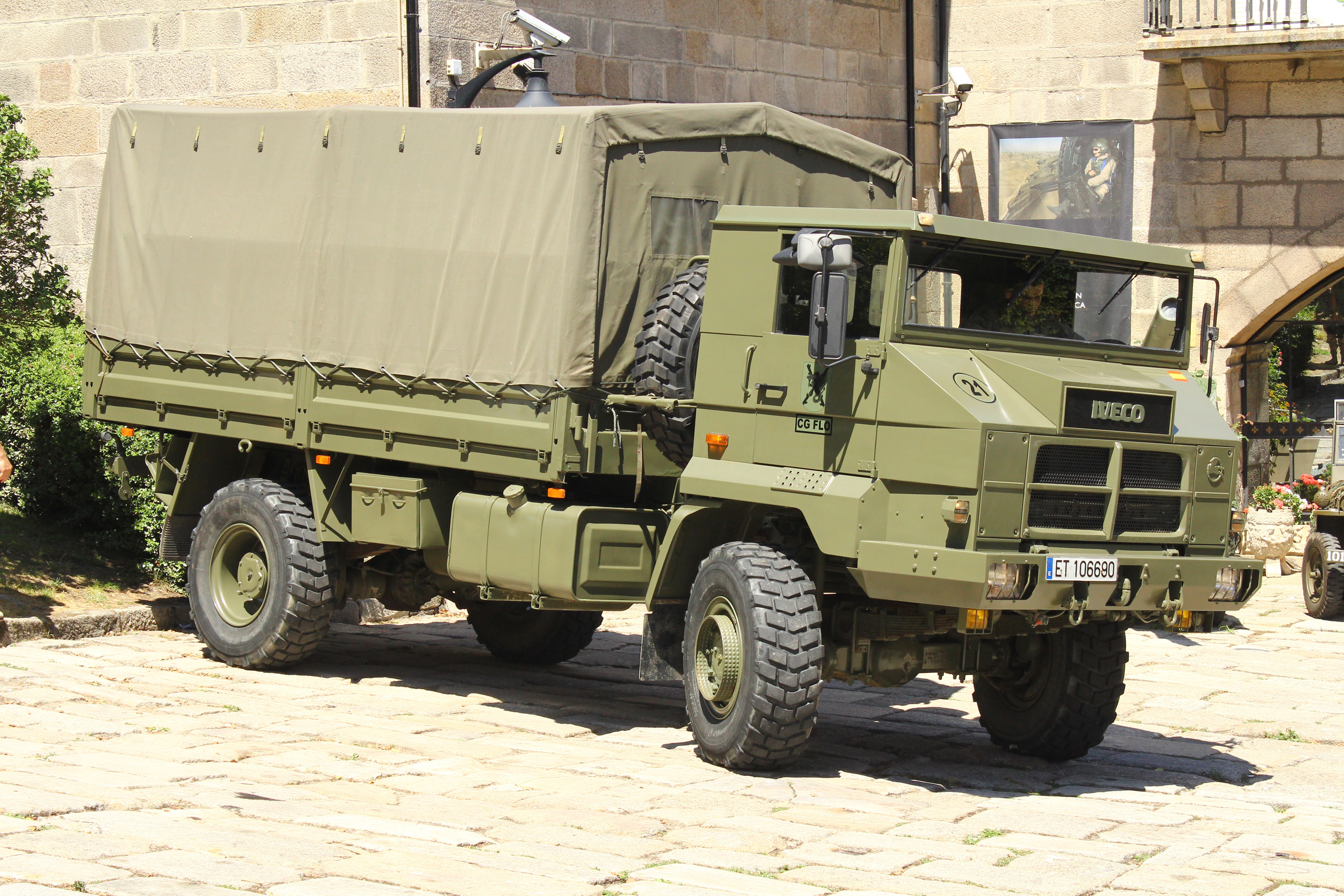
IVECO 7226 en service dans l'armée espagnole.
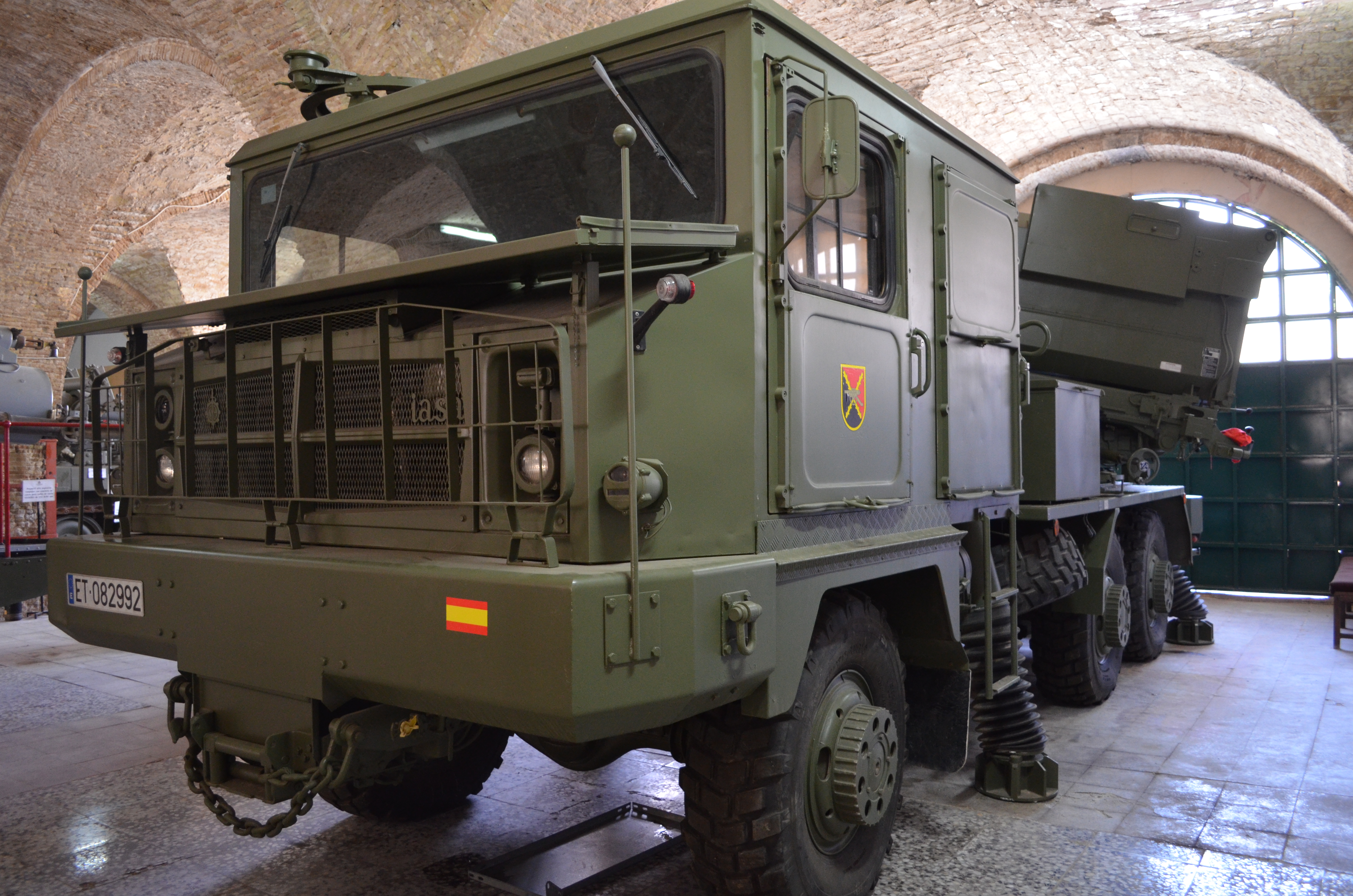
Lanceur mutliple Teruel (LRM)

## Pays utilisateurs
- Espagne (> 4.000 ex)
- Égypte (8.000 ex)
- Libye
- Maroc
- Pérou
- Somalie